# Port morski Kąty Rybackie
Port morski Kąty Rybackie – mały port morski nad Zalewem Wiślanym, w północnej Polsce w południowo-zachodniej części Mierzei Wiślanej, położony w woj. pomorskim, w powiecie nowodworskim, w gminie Sztutowo.
Port w Kątach Rybackich jest użytkowany przez kutry rybackie, a także niewielkie jachty.
Do portu prowadzi tor wodny o głębokości technicznej 1,5 m, szerokości w dnie 40 m i długości 1,33 km.
Port posiada 2 stawy nabieżnikowe, 2 światła wejściowe (zielone, czerwone) oraz 12 sztuk pław świetlnych i nieświecących.
| Nabrzeże                        | Długość [m] |
| ------------------------------- | ----------- |
| nabrzeże Wschodnie              | 160         |
| nabrzeże Zachodnie              | 101         |
| nabrzeże Północne               | 50          |
| nabrzeże przy Basenie Wschodnim | 60          |

Przystań jest dostępna dla jachtów o zanurzeniu do 1,5 m.
Port tworzy prostokątny basen portowy z 3 nabrzeżami. Głębokość basenu portowego waha się od 1,5 do 2,0 m. Przy Zachodnim Basenie znajduje się naturalny Basen Wschodni, który także posiada nabrzeże betonowe przedłużone od głównego basenu portowego.
Statki miejscowych rybaków pływają z sygnaturą KĄT na burcie. Ruchem statków kieruje Bosmanat Portu Kąty Rybackie. Infrastrukturą portową administruje Urząd Morski w Gdyni. Granice portu w Kątach Rybackich zostały określone w 2022 roku przez Ministra Infrastruktury, a wcześniej w 2007 roku przez Ministra Gospodarki Morskiej, który z kolei zmienił granice określone w 1957.
W pobliskiej wsi Sztutowo znajduje się brzegowa stacja ratownicza Służby SAR, na wyposażeniu której są dwie łodzie ratownicze RIB typu Ł-4800 R-5 oraz typu Gemini Waverider 600.